# رابین بلومنر
رابین الن بلومنر (انگلیسی: Robyn Ellen Blumner؛ زاده ۱۴ مهٔ ۱۹۶۱) یک وکیل آمریکایی، کارشناس حقوق مدنی، رئیس فعلی و مدیر عامل سازمان آموزشی سکولار مرکز تحقیق و مدیر اجرایی بنیاد خرد و دانش ریچارد داوکینز است. او دارای مدرک جی‌دی است و برای چندین سال به عنوان مدیر شعبه‌های محلی اتحادیه آزادی‌های مدنی آمریکا در دفاع از آزادی‌ فردی و حقوق مدنی فعالیت کرد.

## زندگی شخصی
بلومنر خود را خداناباور، سکولار و لیبرال توصیف می‌کند. او متاهل است و در واشنگتن، دی.سی. زندگی می‌کند.